# Terusan Lama
Terusan Lama is een bestuurslaag in het regentschap Empat Lawang van de provincie Zuid-Sumatra, Indonesië. Terusan Lama telt 639 inwoners (volkstelling 2010).